# Leichtathletik-Länderkampf der Männer 1987 BR Deutschland – Schweden – Schweiz – Ungarn
| 5. Leichtathletik-Länderkampf mit bundesdeutscher Beteiligung 1987       | 5. Leichtathletik-Länderkampf mit bundesdeutscher Beteiligung 1987 |
| ------------------------------------------------------------------------ | ------------------------------------------------------------------ |
|                                                                          |                                                                    |
| Ländervergleich der Männer: BR Deutschland – Schweden – Schweiz – Ungarn |                                                                    |
| Austragungsort                                                           | Lüdenscheid                                                        |
| Wettbewerbe                                                              | 20                                                                 |
| Datum                                                                    | 18. Juni                                                           |
| 1. FRG 2. HUN 3. SWE 4. SUI                                              | 247 Punkte 166 Punkte 153 Punkte 139 Punkte                        |
| Chronik                                                                  |                                                                    |
| ← BGR-FRG/FRG-HUN 00Werfer (F)                                           | FRG-SWE-SUI-HUN (F) →                                              |

Im fünftenVergleich des Länderkampfjahres 1987 stand die erste Begegnung mit dem allgemeinen leichtathletischen Programm in dieser Saison an. In Lüdenscheid trafen sich am 18. Juni dazu in einem Vierländerländerkampf die Athleten aus der Bundesrepublik Deutschland, Schweden, der Schweiz und Ungarn. Das Aufeinandertreffen fand in dieser Form zum ersten Mal statt. In Zweiländerkämpfen lautete die Bilanz gegen Schweden sechs zu vier für Deutschland, die letzte Begegnung hatte es 1965 gegeben. Gegen die Schweiz als alleinigem Gegner hatten zuvor 31 Vergleiche – zuletzt 1976 – stattgefunden, dreißig davon hatte Deutschland für sich verbuchen können. Auf Ungarn waren die deutschen Leichtathleten neun Mal getroffen und hatten dabei acht Siege erzielt, den letzten im Vorjahr.
Die Frauen trugen parallel am selben Ort ebenfalls einen Vierländerkampf mit denselben Nationen aus.

## Modus
Auf dem Programm standen die bei Männerländerkämpfen üblichen zwanzig Disziplinen. Die beiden Bahnlangstreckenläufe über 5000 und 10.000 Meter würden verkürzt über 3000 bzw. 5000 Meter ausgetragen. Aus dem olympischen Wettbewerbskatalog fehlten nur der 10.000-Meter-Lauf, der Marathonlauf, die beiden Gehdisziplinen sowie der Zehnkampf. In beiden Länderkämpfen starteten zwei Teilnehmer je Wettbewerb und Land. Die Wertung in den Einzelläufen erfolgte nach folgendem System: 1. Platz: 9 Punkte / 2. Pl.: 7 P / 3. Pl.: 6 P / 4. Pl.: 5 P / … In den Staffeln wurde zehn zu sieben zu vier zu zwei gewertet.

## Ergebnis
Die bundesdeutsche Mannschaft war das deutlich stärkste Team. In den Einzelläufen gab es sechs bundesdeutsche Disziplinerfolge. Zweimal lag Ungarn vorn, je einmal Schweden und die Schweiz. Ungarn und die Bundesrepublik sicherten sich je eine Staffel. Die vier Sprungwettbewerbe gingen alle an Deutschland. Im Bereich Wurf/Stoß erzielten die bundesdeutschen Vertreter drei Siege, der Speerwurf endete mit einem schwedischen Doppelsieg. In der Länderkampfwertung lagen die bundesdeutschen Sportler klar vorn. Mit 247 Punkten hatten sie achtzig Punkte Vorsprung vor den zweitplatzierten Ungarn. Dreizehn Punkte hinter Ungarn kam Schweden auf den dritten Platz. Weitere vierzehn Punkte dahinter wurde die Schweiz Vierter.

## Legende
Kurze Übersicht zur Bedeutung der Symbolik – so üblicherweise auch in sonstigen Veröffentlichungen verwendet:
| NMH | keine Höhe (No Mark)  |
| ogV | ohne gültigen Versuch |

## Resultate

### 100 m
| Platz | Athlet          | Land | Zeit (s) |
| ----- | --------------- | ---- | -------- |
| 1     | Attila Kovács   | HUN  | 10,43    |
| 2     | László Karaffa  | HUN  | 10,62    |
| 3     | Fritz Heer      | FRG  | 10,71    |
| 4     | Alain Reimann   | SUI  | 10,72    |
| 5     | Jürgen Evers    | FRG  | 10,73    |
| 6     | Robert Nilsson  | SWE  | 10,79    |
| 7     | Vito Anselmetti | SUI  | 10,87    |
| 8     | Per Olaf Olsson | SWE  | 10,91    |

Wind: +0,5 m/s

### 200 m
| Platz | Athlet           | Land | Zeit (s) |
| ----- | ---------------- | ---- | -------- |
| 1     | Norbert Dobeleit | FRG  | 20,92    |
| 2     | Christian Haas   | FRG  | 20,99    |
| 3     | István Nagy      | HUN  | 21,21    |
| 4     | René Gloor       | SUI  | 21,41    |
| 5     | Stefan Burkart   | SUI  | 21,47    |
| 6     | Lars Hedner      | SWE  | 21,69    |
| 7     | Pál Karlik       | HUN  | 21,82    |
| 8     | Lars Sjölin      | SWE  | 22,41    |

Wind: −0,5 m/s

### 400 m
| Platz | Athlet            | Land | Zeit (s) |
| ----- | ----------------- | ---- | -------- |
| 1     | Jörg Vaihinger    | FRG  | 47,13    |
| 2     | Ulrich Schlepütz  | FRG  | 47,31    |
| 3     | Ervin Katona      | HUN  | 47,56    |
| 4     | Daniel Kehl       | SUI  | 47,73    |
| 5     | Bernhard Notz     | SUI  | 48,01    |
| 6     | Gusztáv Menczer   | HUN  | 48,03    |
| 7     | Tommy Björnquist  | SWE  | 48,29    |
| 8     | Niklas Wallenlind | SWE  | 48,32    |

### 800 m
| Platz | Athlet          | Land | Zeit (min) |
| ----- | --------------- | ---- | ---------- |
| 1     | Peter Braun     | FRG  | 1:47,05    |
| 2     | Martin Enholm   | SWE  | 1:47,32    |
| 3     | Thomas Rutsche  | SUI  | 1:47,42    |
| 4     | Holger Böttcher | FRG  | 1:48,02    |
| 5     | Gert Kilbert    | SUI  | 1:49,53    |
| 6     | Sandor Vásári   | HUN  | 1:50,27    |
| 7     | Lennart Skoog   | SWE  | 1:50,60    |
| 8     | Tamás Pocsai    | HUN  | 1:51,34    |

### 1500 m
| Platz | Athlet             | Land | Zeit (min) |
| ----- | ------------------ | ---- | ---------- |
| 1     | Markus Hacksteiner | SUI  | 3:45,51    |
| 2     | Peter Wirz         | SUI  | 3:45,99    |
| 3     | Dieter Baumann     | FRG  | 3:46,33    |
| 4     | Eckhardt Rüter     | FRG  | 3:46,59    |
| 5     | Ferenc Reichnach   | HUN  | 3:47,12    |
| 6     | Thomas Andersson   | SWE  | 3:48,47    |
| 7     | Gesten Buskas      | SWE  | 3:49,89    |
| 8     | Jószef Bereczky    | HUN  | 3:51,16    |

### 3000 m
| Platz | Athlet          | Land | Zeit (min) |
| ----- | --------------- | ---- | ---------- |
| 1     | Jonny Danielson | SWE  | 8:01,29    |
| 2     | Kai Jenkel      | SUI  | 8:02,93    |
| 3     | Steffen Brand   | FRG  | 8:04,03    |
| 4     | István Knipl    | HUN  | 8:04,76    |
| 5     | Attila Kazsimer | HUN  | 8:11,04    |
| 6     | Johan Engholm   | SWE  | 8:15,45    |
| 7     | Bruno Lafranchi | SUI  | 8:20,35    |
| 8     | Uwe Mönkemeyer  | FRG  | 8:21,02    |

### 5000 m
| Platz | Athlet            | Land | Zeit (min) |
| ----- | ----------------- | ---- | ---------- |
| 1     | Mats Erixon       | SWE  | 13:58,06   |
| 2     | Dirk Sander       | FRG  | 13:58,41   |
| 3     | Arnold Mächler    | SUI  | 13:58,96   |
| 4     | Engelbert Franz   | FRG  | 14:04,41   |
| 5     | Peder Poulsen     | SWE  | 14:05,94   |
| 6     | Jürg Krählenbühl  | SUI  | 14:07,60   |
| 7     | Tibor Velczenbach | HUN  | 14:09,17   |
| 8     | Zoltán Kadlót     | HUN  | 14:14,75   |

### 110 m Hürden
| Platz | Athlet              | Land | Zeit (s) |
| ----- | ------------------- | ---- | -------- |
| 1     | György Bakos        | HUN  | 13,73    |
| 2     | Ulf Södermann       | SWE  | 13,93    |
| 3     | Florian Schwarthoff | FRG  | 13,99    |
| 4     | Thomas Christen     | SUI  | 14,07    |
| 5     | Fabien Niederhäuser | SUI  | 14,09    |
| 6     | Zoltán Kelemen      | HUN  | 14,15    |
| 7     | Stefan Mattern      | FRG  | 14,20    |
| 8     | Peter Bergh         | SWE  | 14,80    |

Wind: −0,8 m/s

### 400 m Hürden
| Platz | Athlet               | Land | Zeit (s) |
| ----- | -------------------- | ---- | -------- |
| 1     | Harald Schmid        | FRG  | 48,61    |
| 2     | Thomas Nyberg        | SWE  | 49,65    |
| 3     | Peter Scholz         | FRG  | 49,81    |
| 4     | István Simon Balla   | HUN  | 51,25    |
| 5     | Attila Spiriev       | HUN  | 51,95    |
| 6     | Peter Mühlebach      | SUI  | 51,98    |
| 7     | Christoph Schumacher | SUI  | 52,14    |
| 8     | Krister Andersson    | SWE  | 53,10    |

### 3000 m Hindernis
| Platz | Athlet          | Land | Zeit (min) |
| ----- | --------------- | ---- | ---------- |
| 1     | Michael Heist   | FRG  | 8:37,77    |
| 2     | Béla Vágó       | HUN  | 8:38,55    |
| 3     | Jens Volkmann   | FRG  | 8:39,44    |
| 4     | Beat Steffen    | SUI  | 8:53,75    |
| 5     | Lars Abrahamsen | SWE  | 9:01,41    |
| 6     | Peter Schmid    | SUI  | 9:05,10    |
| 7     | Patrik Wallin   | SWE  | 9:05,96    |
| 8     | Gyula Balaogh   | HUN  | 9:15,97    |

### 4 × 100 m Staffel
| Platz | Besetzung      | Land                                                            | Zeit (s) |
| ----- | -------------- | --------------------------------------------------------------- | -------- |
| 1     | Ungarn         | László Karaffa István Nagy István Tatár Attila Kovács           | 39,48    |
| 2     | BR Deutschland | Christian Haas Werner Zaske Fritz Heer Jürgen Evers             | 39,54    |
| 3     | Schweiz        | André Kiser Andreas Breitenmoser Vito Anselmetti Stefan Burkart | 40,63    |
| 4     | Schweden       | Lindgren Per Olaf Olsson Lars Hedner Robert Nilsson             | 41,24    |

### 4 × 400 m Staffel
| Platz | Besetzung      | Land                                                      | Zeit (min) |
| ----- | -------------- | --------------------------------------------------------- | ---------- |
| 1     | BR Deutschland | Mark Henrich Klaus Just Hartmut Weber Edgar Itt           | 3:06,04    |
| 2     | Ungarn         | Gusztáv Menczer Szabó Tamás Molnár Ervin Katona           | 3:08,09    |
| 3     | Schweden       | Niklas Wallenlind Marko Granat Tommy Björnquist Averbaeck | 3:09,32    |
| 4     | Schweiz        | Jelinek Trinkler Schneider Bernhard Notz                  | 3:11,48    |

### Hochsprung
| Platz | Athlet            | Land | Höhe (m) |
| ----- | ----------------- | ---- | -------- |
| 1     | Gerd Nagel        | FRG  | 2,22     |
| 2     | Dietmar Mögenburg | FRG  | 2,18     |
| 3     | Gyula Németh      | HUN  | 2,14     |
| 4     | Károly Raus       | HUN  | 2,14     |
| 5     | Peder Fjästad     | SWE  | 2,10     |
| 6     | Mats Kollbrink    | SWE  | 2,00     |
| 7     | Sandro Meyer      | SUI  | 2,00     |
| 8     | Alain Reimann     | SUI  | 1,95     |

### Stabhochsprung
| Platz | Athlet                | Land | Höhe (m) |
| ----- | --------------------- | ---- | -------- |
| 1     | Władysław Kozakiewicz | FRG  | 5,40     |
| 2     | Miro Zalar            | SWE  | 5,00     |
| 3     | Gerhard Schmidt       | FRG  | 5,00     |
| 4     | Peter Widén           | SWE  | 5,00     |
| 5     | Gábor Molnár          | HUN  | 4,80     |
| 6     | Christian Gälli       | SUI  | 4,80     |
| NMH   | Dezső Szabó           | HUN  | ogV      |
| NMH   | Daniel Achischer      | SUI  | ogV      |

### Weitsprung
| Platz | Athlet           | Land | Weite (m) |
| ----- | ---------------- | ---- | --------- |
| 1     | René Gloor       | SUI  | 7,70      |
| 2     | Christian Thomas | FRG  | 7,69      |
| 3     | Robert Kustán    | HUN  | 7,52      |
| 4     | Dietmar Haaf     | FRG  | 7,44      |
| 5     | Urs Feldmann     | SUI  | 7,44      |
| 6     | Jonas Röjdmark   | SWE  | 7,29      |
| 7     | Atilla Szekeres  | HUN  | 7,27      |
| 8     | Björn Johansson  | SWE  | 7,13      |

### Dreisprung
| Platz | Athlet           | Land | Weite (m) |
| ----- | ---------------- | ---- | --------- |
| 1     | Arne Holm        | SWE  | 16,49     |
| 2     | Peter Bouschen   | FRG  | 16,27     |
| 3     | Heiko Reski      | FRG  | 16,01     |
| 4     | Csaba Földessy   | HUN  | 15,99     |
| 5     | Claes Rahm       | SWE  | 15,64     |
| 6     | Roland Steinmann | SUI  | 15,37     |
| 7     | Kálmán Sari      | HUN  | 15,19     |
| 8     | Fritz Berger     | SUI  | 14,92     |

### Kugelstoßen
| Platz | Athlet            | Land | Weite (m) |
| ----- | ----------------- | ---- | --------- |
| 1     | Werner Günthör    | SUI  | 22,43     |
| 2     | Udo Gelhausen     | FRG  | 20,62     |
| 3     | Karsten Stolz     | FRG  | 19,71     |
| 4     | Zsigmond Ladányi  | HUN  | 19,53     |
| 5     | László Szabó      | HUN  | 18,87     |
| 6     | Yngve Wahlander   | SWE  | 18,29     |
| 7     | Anders Skävstrand | SWE  | 17,98     |
| 8     | Alain Beuchat     | SUI  | 15,55     |

### Diskuswurf
| Platz | Athlet          | Land | Weite (m) |
| ----- | --------------- | ---- | --------- |
| 1     | Rolf Danneberg  | FRG  | 66,14     |
| 2     | Stefan Fernholm | SWE  | 63,84     |
| 3     | Alois Hannecker | FRG  | 62,18     |
| 4     | Attila Horváth  | HUN  | 57,72     |
| 5     | Lars Sundin     | SWE  | 57,56     |
| 6     | Ferenc Tégla    | HUN  | 56,80     |
| 7     | Christian Erb   | SUI  | 52,22     |
| 8     | Stefan Anliker  | SUI  | 49,12     |

### Hammerwurf
| Platz | Athlet           | Land | Weite (m) |
| ----- | ---------------- | ---- | --------- |
| 1     | Christoph Sahner | FRG  | 76,96     |
| 2     | Albert Sinka     | HUN  | 75,62     |
| 3     | Tibor Gécsek     | HUN  | 74,54     |
| 4     | Jörg Schaefer    | FRG  | 74,26     |
| 5     | Tore Gustafsson  | SWE  | 73,88     |
| 6     | Kjell Bystedt    | SWE  | 71,18     |
| 7     | Oliver Sack      | SUI  | 58,92     |
| 8     | C. Hostettler    | SUI  | 58,86     |

### Speerwurf
| Platz | Athlet                | Land | Weite (m) |
| ----- | --------------------- | ---- | --------- |
| 1     | Dag Wennlund          | SWE  | 77,82     |
| 2     | Peter Borglund        | SWE  | 76,48     |
| 3     | Wolfram Gambke        | FRG  | 75,78     |
| 4     | Tamás Bognár          | HUN  | 74,08     |
| 5     | Peter Schreiber       | FRG  | 73,10     |
| 6     | Ferenc Paragi         | HUN  | 71,44     |
| 7     | Rudolf Steiner        | SUI  | 66,90     |
| 8     | Andreas Grossenbacher | SUI  | 64,70     |